# Petr ze Šternberka
Petr ze Šternberka († 1397) byl významný český šlechtic z rodu pánů ze Šternberka.

## Život
Jeho otcem byl Zdeněk ze Šternberka, o němž jsou velmi strohé zprávy, a který zemřel předčasně v roce 1360. Z tohoto roku také pochází první písemná zmínka o Petrovi, který patrně velmi mlád převzal otcův majetek a se svým strýcem biskupem Albrechtem Alešem ze Šternberka se stal spoluvlastníkem držav moravské šternberské rodové větve pánů ze Šternberka.
Postupem času se snažil část tohoto majetku dostat pouze pod svoji správu, a tak roku 1375 byla mezi ním a strýcem Albrechtem sepsána smlouva, podle níž Petr získal panství Bechyně, platy ze statku benešovského a panství Račice. Ostatní statky na Moravě držel nadále biskup Albrecht s tím, že bez Petrova souhlasu z nich nic nezcizí. Roku 1379 se oženil se sestrou Jana Opavského Annou. Roku 1380 jeho strýc Albrecht zemřel a Petr jako jediný zákonný dědic získal panství Šternberk, Količín, Veselí nad Moravou a Odry. 
Roku 1381 zapsal své ženě Anně věno na panství Dědice. V tomtéž roce vešel na moravských statcích ve spolek se Zdeňkem ze Šternberka a s Petrem z Kravař pro případ, kdyby neměl potomků. V roce 1383 svoje rozhodnutí změnil a vešel ve spolek s Petrem z Kravař a Markvartem ze Šternberka. V Čechách vešel roku 1382 ve spolek s Jindřichem z Hradce a Zdeslavem ze Šternberka. Petr se účastnil zasedání moravských soudů v Brně a Olomouci, uplatnil se jako vyjednavač při urovnávání sporů v moravských markraběcích válkách.
Protože neměl děti, potvrdil v roce 1397 svá předchozí ujednání o společnících, kteří budou po něm dědit majetek. Zemřel ještě v tomtéž roce.